# Fumetteria

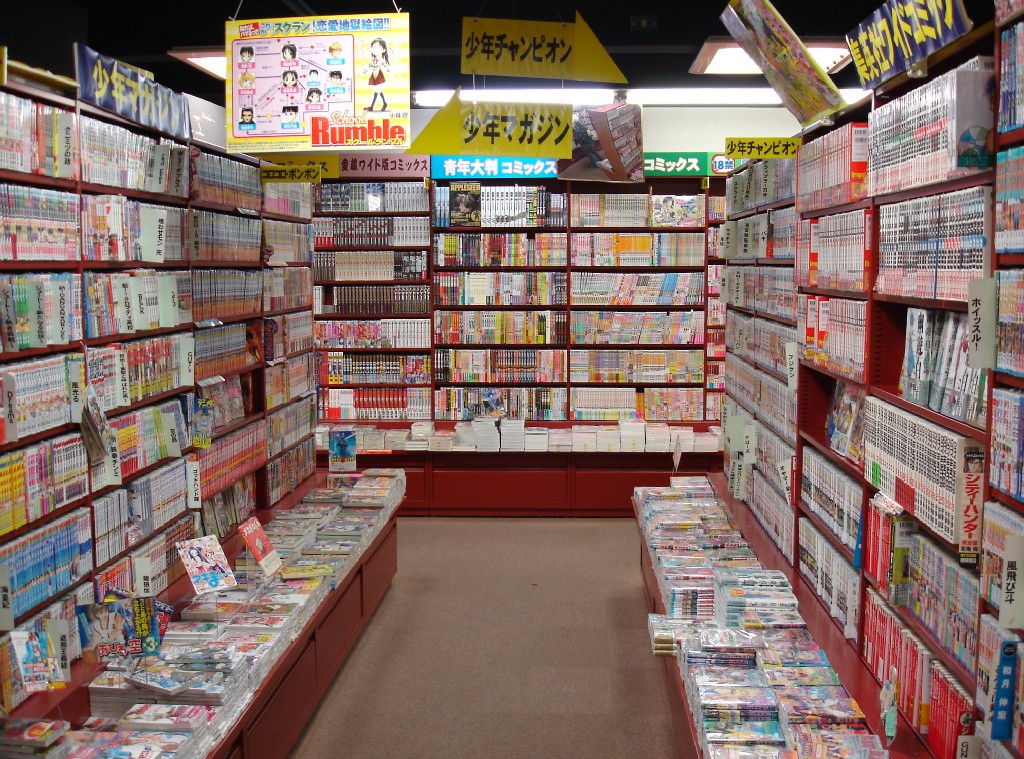
Una fumetteria in Giappone

La fumetteria è un negozio specializzato nella vendita di fumetti e merchandising collegato agli stessi.

## Descrizione

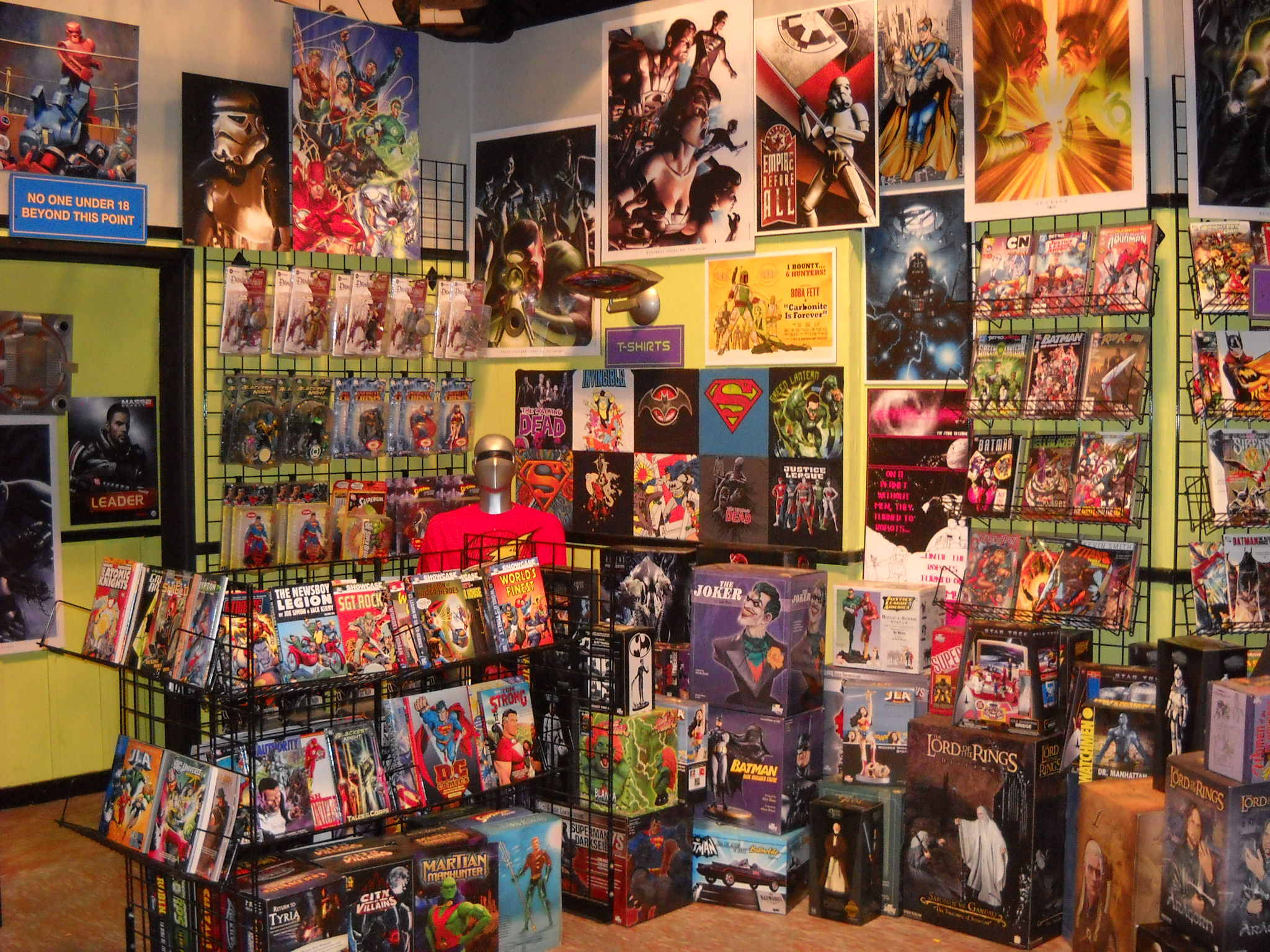
La location della fumetteria presente nella sitcom The Big Bang Theory

Per propria natura i fumetti sono spesso pubblicati su volumi periodici (di solito mensili) che spesso affiancano altre pubblicazioni regolari nelle edicole. In fumetteria, tuttavia, è possibile reperire facilmente volumi arretrati oppure, in misura minore, accordarsi per reperire il materiale non immediatamente disponibile. Esistono inoltre serie giudicate dagli editori meno popolari di altre che pertanto vengono stampate esclusivamente per il circuito dei negozi specializzati. In genere è anche possibile, per i clienti, prenotare gli albi prima della loro uscita. In alcuni casi gli esercenti possono applicare tariffe scontate sul prezzo di copertina a fini di fidelizzazione del cliente.
Normalmente le fumetterie organizzano incontri con autori ed editori di fumetti e sono un luogo di ritrovo per gli appassionati. In questo caso la fumetteria assolve ad un importante ruolo pubblicitario per gli autori ospitati, i quali possono rispondere alle domande dei lettori, donare disegni autografi ed in generale saggiare il polso del pubblico. Anche la fumetteria trae ovviamente benefici pubblicitari da questi incontri.
La maggior parte delle fumetterie tratta anche materiale riguardante giochi di ruolo e giochi di carte collezionabili quali Magic: l'Adunanza, mettendo spesso a disposizione dei propri clienti locali adibiti al gioco e svolgendo di fatto attività simili a quelle di una ludoteca.
Oltre a questi prodotti è facile trovare anche gadget specifici quali action figure, portachiavi ed altre piccole riproduzioni dei propri personaggi preferiti (soprattutto provenienti dal Giappone, dove prendono il nome di gashapon).
Negli anni ottanta le fumetterie in Italia erano pochissime; il boom di questo tipo di attività si è verificato negli anni novanta.